# Petersaurach
Petersaurach è un comune tedesco di 5 058 abitanti, situato nel land della Baviera.